# Dimos Xylokastro-Evrostina
Dimos Xylokastro-Evrostina (Xylokastro-Evrostina) är en kommun i Grekland.   Den ligger i prefekturen Nomós Korinthías och regionen Peloponnesos, i den centrala delen av landet, 110 km väster om huvudstaden Aten. Antalet invånare är 18 224. Arean är 410 kvadratkilometer.
Terrängen i Dimos Xylokastro-Evrostina är bergig västerut, men österut är den kuperad.